# ALARM (militær)
ALARM (Air Launched Anti Radar Missile) er et britisk missil, der bruges til at ødelægge fjendens radaranlæg. Da en radar udsender radiosignaler, 'låses' missilets søgeelektronik fast på det aktuelle radarsignal, og missilet styrer således efter affyring selv mod radarantennen.
Missilet blev udviklet i midten af 1980'erne og blev benyttet af Royal Air Force indtil 2013 og anvendes i dag fortsat af Saudi-Arabiens luftvåben. 

## Taktiske fordele
Da missilet er en genstand i sig selv, vil den frembringe et ekko på målets egen radarskærm. Hvis man skulle søge at fjerne det signal, missilet styrer efter, ved at slukke for radaren – en taktik, der vil få de fleste anti-radar-missiler til at flyve blindt og som regel ramme ved siden af – vil ALARM opføre sig anderledes, når målets signal forsvinder; det styrer lodret op, og bruger resten af raketmotoren til at få så stor højde som muligt, hvorefter det udfolder en faldskærm. 
Da det taktisk er uklogt at undvære sin radar i længere tid, vil det være sandsynligt at den bliver tændt igen, når man mener, at missilet har passeret. I dette tilfælde vil ALARM med stor sandsynlighed stadig hænge i nærområdet i stor højde; lige så snart det opfanger radarsignalet igen, tændes en sekundær motor og missilet styrer igen mod målet, blot med en meget højere angrebsvinkel og dermed sandsynligvis ude af, eller i randområdet af, jordradarens 'synsfelt' (cone of silence).